# NerdStar
NerdStar (oder auch NerdStarTV) ist ein deutschsprachiger Internet-Fernsehsender der NerdStar GmbH  mit Sitz in Bielefeld. Sein Programm strahlt der Sender mindestens dreimal wöchentlich über eine eigene Website und über die Plattform Twitch aus. Des Weiteren wird unter demselben Namen ein Kanal auf YouTube betrieben. Seit Juni 2017 verfügt NerdStar über eine Sendelizenz der Landesanstalt für Medien Nordrhein-Westfalen (kurz LfM).

## Geschichte
Die Ursprünge von NerdStar gehen auf ein zu Anfang als Medienprojekt von Marcel Menk monatlich gestaltetes, gleichnamiges Format zurück, welches von 2011 bis 2016 beim Bielefelder Bürgerfernsehen Kanal 21 produziert und über den landesweiten TV-Lernsender NRWision ausgestrahlt wurde. Beim LfM-Bürgermedienpreis 2013 wurde NerdStar in den Kategorien Jury-Preis: Bürgergruppen – Bestes Format und Publikumspreis ausgezeichnet. Zu den monatlichen vorproduzierten Sendungen kamen ab Dezember 2013 regelmäßige Livestreams hinzu, welche zuerst noch unter Hitbox.tv gesendet wurden. Ein Wechsel zur Livestream-Plattform Twitch erfolgte mit der Gründung der NerdStar UG (haftungsbeschränkt) im Januar 2017, wobei die vollständige Aufnahme des Sendebetriebs im Februar desselben Jahres erfolgte. Des Weiteren wurde NerdStar ebenfalls im Jahr 2017 mit dem von der Bundesregierung geförderten Kultur- und Kreativpiloten Preis ausgezeichnet.

## Konzept
Aktuell sendet NerdStar an drei Tagen pro Woche (Dienstag, Donnerstag, Freitag) von 17 bis etwa 22 Uhr ein Live-Programm auf Twitch und auf der eigenen Website, wobei im Wechsel die Moderatoren Dirk Ludewig, Marcel Menk, Daniel Staubesandt und Jascha Tegethoff durch die Sendung geleiten. In den ausgestrahlten Formaten werden Themen und Ereignisse aus den Bereichen Videospiele, Gesellschaftsspiele, Filme, Serien, aber auch Netz- und Nerdkultur aufgegriffen und behandelt. Ein wichtiger Aspekt hierbei ist die unmittelbare Interaktion mit den Zuschauern über den durch Twitch bereitgestellten Chat als Rückkanal. Außerhalb der Sendezeiten wird die Zuschauer-Interaktion auch auf Social-Media-Plattformen gelebt. Zu speziellen Anlässen (Turniere, Erscheinungstermine von Videospielen etc.) werden bei Bedarf zusätzliche Sendeblöcke (auch an den übrigen Tagen) eingefügt.
Das Live-Programm wird im Studio der NerdStar UG (haftungsbeschränkt) in Bielefeld produziert. Das Studio verfügt über mehrere Sets, die für unterschiedliche Formate genutzt werden können. Neben dem Haupt-Set, in dem vor allem Talk- und Gaming-Inhalte produziert werden, gibt es unter anderem Sets für eSports, Brett- und Gesellschaftsspiele sowie ein Küchen-Set. Weitere Sets können für individuelle Produktionsformate umgestaltet werden. Das Studio verfügt außerdem über eine Regie. Durch die professionelle Produktion aus einem Studio mit Regie unterscheidet sich das Programm von NerdStar stark vom durchschnittlichen Programm der Plattform Twitch, wo in der Regel Einzelpersonen ohne besondere Räumlichkeiten Inhalte produzieren.

## Ehemalige Sendeformate

### HostDuell
Im HostDuell treten alle Moderatoren im Verlauf mehrerer Folgen im Wechsel gegeneinander an und messen sich in unterschiedlichen Videospielen. Eine Punktetabelle hält dabei die Leistungen der Teilnehmer fest.

### Looten & Löffeln
Looten & Löffeln ist ein Live-Kochformat, in dem Dirk Ludewig gelegentlich auch mit Gästen zusammen kocht.

### Das Danielgambit
In Das Danielgambit widmet sich Moderator Daniel Staubesandt dem Schachspiel. Dabei versucht er seine Wertung im Elo-System zu verbessern, wird aber gelegentlich auch von Spielern aus der Community herausgefordert.

### Schnick & Schnack
In Schnick & Schnack, einem ein Talk-Format, werden verschiedene, teils aktuelle Themen aus der Gaming- und Nerd-Kultur aufgegriffen und mit Gästen besprochen.

### Unplugged
In Unplugged werden Brett- und Gesellschaftsspiele vorgestellt. Dazu gibt es für die Zuschauern zu Beginn kurze Einspieler, in denen die Regeln erklärt und der Spielablauf erläutert werden. Anschließend werden die Spiele zusammen mit Gästen live vor laufender Kamera gespielt.

### IndieZone NRW
Zusammen mit dem Mediennetzwerk.NRW stellt hier Moderator Marcel Menk verschiedene Spieleentwickler der Indie-Szene aus Nordrhein-Westfalen vor. Zusammen mit den Entwicklern spielt er deren sich zum Teil noch in der Entwicklung befindenden Spiele im Live-Stream an.

### Indie Late Night Show (ILN)
Am 2. Juni 2022 kam es zur Premiere der neuen ILN. Zur Gast waren Raz aka. RAZzortaiment und Jenni Wergin.

### Toilettentalk
Im Toilettentalk führte Marcel Menk die Zuschauer jeden Montag in knapp 60 Minuten durch Highlights der vorangegangenen Woche, berichtete über wichtige Ereignisse rund um NerdStar, sowie um die Community und stellte das Programm der aktuellen Woche vor.

### Retro-Montag
Am Retro-Montag wurden mit wechselnden Moderatoren Videospiele auf Konsolen der 8-, 16- und 32-Bit-Generation (NES, Super NES, Sega Mega Drive, Sony PlayStation etc.) im Rahmen eines knapp zweistündigen Formats vorgestellt und angespielt.

### NerdStalgie
NerdStalgie war das Retro-Magazin des Senders, moderiert von Maximilian Vallee, welches sich zusammen mit dem Retro-Montag den Sendeplatz im Wechsel teilte. Dabei wurden (im Gegensatz zum oben erwähnten Retro-Montag) nicht nur einzelne Titel live gespielt, sondern – angereichert mit vorproduzierten Einspielern, die beispielsweise ein ganzes Genre beschreiben – auch thematisch aufbereitet.

### Spawned
Spawned war ein etwa zweistündiges Frühstücksformat, durch das Dirk Ludewig donnerstags ab 11 Uhr moderierte. Wiederkehrende Elemente waren unter anderem die Twitch News, in denen Ludewig über aktuelle Ereignisse rund um Twitch berichtete, oder auch Stiftung Doerktest, wo zum Beispiel außergewöhnliches Essen probiert wurde. Des Weiteren wurde in diesem Format auf aktuelle netzkulturelle Ereignisse eingegangen.

### Trash Bash
In Trash Bash stellten Maximilian Vallee und Daniel Staubesandt wöchentlich Spiele vor, die einen recht niedrigen oder nicht vorhandenen Qualitätsanspruch haben.

## Weitere Sendungen
Zu Releases wichtiger Videospieltitel werden bei Bedarf besondere Sendungen eingerichtet. Außerdem hat NerdStar in der jüngeren Vergangenheit die Ausstrahlung internationaler Events für den deutschsprachigen Raum betreut. So wurde unter anderem der deutschsprachige Stream zur Gruppenphase des von Blizzard Entertainment veranstalteten Overwatch World Cups 2018 in Paris von NerdStar produziert und gesendet, ebenso wie das von Twitch organisierte Broadcaster Royale, einem weltweiten Turnier, welches in PlayerUnknown’s Battlegrounds ausgetragen wurde.

## NerdStar GmbH
Die NerdStar GmbH – bis 2025 NerdStar UG (haftungsbeschränkt) – ist ein seit Januar 2017 bestehendes Unternehmen für Dienstleistungen im Bereich der Medienproduktion und des Online-Fernsehens. Gegründet wurde das Unternehmen von Marcel Menk und Dirk Ludewig. Neben den Kernbereichen des Online-Fernsehens über NerdStarTV und der Erstellung von Auftragsproduktionen, betreibt die NerdStar UG (haftungsbeschränkt) zudem einen Kanal auf YouTube und ein Newsportal rund um die Themen Gaming, Filme, Serien, sowie Netz- und Nerdkultur.

## Ausbildung
Seit Mitte 2017 ist die NerdStar GmbH ein von der IHK anerkannter Ausbildungsbetrieb und bildet zum Mediengestalter Bild und Ton aus. Aktuell hat das Unternehmen zwei Auszubildende.